# Bohdan Bondarenko
Bohdan Viktorovyč Bondarenko (in ucraino Богдан Вікторович Бондаренко?; Charkiv, 30 agosto 1989) è un altista ucraino, campione mondiale a Mosca 2013 con la misura di 2,41 m.
In carriera ha vinto anche la medaglia d'argento ai mondiali di Pechino 2015 e la medaglia di bronzo ai Giochi olimpici di Rio de Janeiro 2016, nonché il titolo europeo a Zurigo 2014. I suoi primati sono 2,42 m, stabilito outdoor, e 2,27 m, stabilito indoor.

## Biografia

### 2005-2007, i primi anni da juniores
Nel 2005 salta 2,15 m, realizzati in settembre a Jalta, e nel gennaio successivo si migliora fino a 2,21 m indoor, a Kiev. Nell'agosto 2006 gareggia ai Campionati mondiali juniores a Pechino. In quell'occasione è l'atleta più giovane a qualificarsi per la finale con la misura di 2,14 m; in finale si migliorerà notevolmente, arrivando a conquistare la medaglia di bronzo con una misura di 2,26 m. Nel 2007 porta il suo primato indoor a 2,25 m (sempre a Kiev), mentre nella stagione all'aperto non va oltre i 2,19 m.

### 2008-2011
Dopo una stagione indoor priva di risultati di rilievo, Bondarenko si qualifica per i suoi secondi Campionati mondiali juniores a Bydgoszcz, in Polonia, con un salto di 2,25 m, miglior prestazione mondiale stagionale a livello juniores. Si qualifica per la finale con 2,14 m, per poi arrivare in finale fino a 2,26 m, commettendo un solo errore durante il percorso: questa prestazione gli vale la medaglia d'oro, davanti a Sylwester Bednarek e Miguel Ángel Sancho.
Nel febbraio 2009 ritocca ulteriormente il suo primato indoor portandolo a 2,27 m, misura che ripete nelle qualificazioni ai Campionati europei indoor di Torino. In finale tuttavia non va oltre un modesto 2,20 m, che gli vale il nono e ultimo posto.
Nel 2011 si classifica al primo posto sia ai Campionati europei under 23 di Ostrava, sia alle Universiadi di Shenzhen, portando il suo primato a 2,30 m. Fallisce invece la qualificazione alla finale dei Campionati mondiali di Taegu, pur avendo saltato la stessa quota (2,28 m) degli ultimi atleti qualificati, ma con un numero di errori superiore.

### 2012, Olimpiadi di Londra
Dopo il deludente Campionato europeo di Helsinki (in cui si classifica undicesimo con una misura di appena 2,15 m, pochi giorni dopo aver stabilito il suo primato personale con 2,31 m in un meeting a Mykolaïv, Ucraina), Bondarenko partecipa ai suoi primi Giochi olimpici a Londra nel 2012.
Si qualifica per la finale con la misura di 2,26 m; in una finale dominata dal russo Ivan Uchov, Bondarenko ottiene la stessa misura (2,29 m) che vale la medaglia di bronzo a pari merito per tre atleti (Derek Drouin, Mutaz Essa Barshim e Robert Grabarz), ma gli errori commessi a misure inferiori lo relegano al settimo posto.

### 2013
Il 2013 è l'anno in cui il talento di Bondarenko si mette in luce sulla scena mondiale. Come da alcuni anni (il suo primato personale risale al 2009), non gareggia nella stagione indoor, ma dall'inizio delle gare all'aperto, la sua progressione è notevole.
Inaugura la stagione portando il suo primato personale a quota 2,33 m in due occasioni, nei meeting Diamond League di Doha e Shanghai. Quest'ottimo risultato non è che un preludio a quanto Bondarenko otterrà nelle competizioni successive.
Il 30 giugno, nel meeting Diamond League di Birmingham, si migliora ulteriormente salendo a 2,36 m; in questo periodo, l'atleta oggetto di maggiori attenzioni è il qatariota Barshim, che un mese prima aveva valicato la quota di 2,40 m, primo a riuscire nell'impresa dal 2000. Ma da qui in poi sarà Bondarenko a rubargli la scena. Solo 4 giorni dopo Birmingham, infatti, vince il duello con lo statunitense Kynard al meeting Diamond League di Losanna, migliorandosi nuovamente dapprima con 2,39 m, per poi stabilire il primato mondiale stagionale, nonché record ucraino, saltando 2,41 m al terzo tentativo. Galvanizzato dal risultato, dà il suo primo assalto al record mondiale di 2,45 m del cubano Javier Sotomayor, con tre ottimi tentativi alla misura di 2,46 m, che sembra alla sua portata.
Il 26 luglio, nel meeting Diamond League di Londra, un nuovo duello con Kynard si conclude ancora a favore di Bondarenko, che dopo aver vinto la gara a 2,38 m (superati con ampio margine), dà l'assalto al record europeo. Il suo primo tentativo a quota 2,43 m è incoraggiante, al punto che Bondarenko tiene i due tentativi successivi per la quota di 2,47 m, ben 2 cm al di sopra del primato mondiale. Non riesce tuttavia a stabilire il record, anche se dimostra nuovamente che la misura può essere alla sua portata.

#### Campionati mondiali di Mosca
La gara di salto in alto è tra le più attese dei Campionati mondiali di atletica leggera, disputatisi a Mosca nel mese di agosto: da molto tempo, infatti, il campo di partecipazione non poteva contare su almeno due atleti in grado di saltare oltre 2,40 m, e altri tre o quattro immediatamente al di sotto.
La gara non deluderà le attese: dopo una qualificazione senza problemi per tutti i protagonisti, in finale Bondarenko è l'ultimo a scendere in pista con una misura d'entrata di ben 2,29 m, che aveva valso il bronzo olimpico solo un anno prima. Supera la quota al primo tentativo, e si ripete a 2,35 m. In testa alla classifica, decide di passare i 2,38 m, con una mossa apparsa a molti eccessivamente rischiosa: la quota successiva, infatti, complice la progressione un po' troppo ripida decisa dagli organizzatori, sarebbe stata 2,41 m, ovvero il primato mondiale stagionale.
Sia Barshim (nel frattempo ripresosi da un infortunio che gli ha fatto saltare buona parte della stagione estiva) sia il canadese Drouin riescono a superare la quota di 2,38 m, costringendo Bondarenko a ottenere per la seconda volta nella stagione la misura di 2,41 m per andare oltre a una medaglia di bronzo. Bondarenko non manca l'obiettivo, ottenendo la misura alla seconda prova e riportandosi in testa alla classifica. Barshim, dopo un primo errore e con l'argento ormai quasi certo, si gioca il tutto per tutto e porta l'asticella a 2,44 m, senza però riuscire a superarla. Drouin, che con 2,38 m aveva già ottenuto il record nazionale, fallisce i suoi tre tentativi a 2,41 e si deve accontentare del bronzo, con una misura che in quasi ogni altra edizione della gara gli avrebbe dato il gradino più alto del podio.
Al termine della gara, Bondarenko tenterà ancora una volta senza successo la misura di 2,46 m.

### 2014
In quell'anno, Bondarenko fa parte di quel gruppo di atleti che portano ormai con regolarità l'asticella sopra la quota, per molti anni inavvicinabile, di 2,40 m. Dopo aver disertato, come sua abitudine, le competizioni al coperto, dominate da Uchov e Barshim, si presenta all'esordio outdoor nelle stesse condizioni di forma dell'anno precedente. Ingaggia una serie di sfide avvincenti con gli altri massimi esponenti della specialità, vincendo le gare di Tokyo con 2,40 m e Marrakech con 2,39 m. Al Golden Gala, prima tappa della Diamond League cui prende parte, arriva secondo dietro Barshim (che con 2,41 m migliora il record asiatico), mancando tre tentativi a 2,43 m. Si prenderà la rivincita sull'atleta qatariota a New York, tappa successiva del circuito: nella gara che passerà alla storia come la prima in cui due atleti riescono a superare quota 2,40 m, Bondarenko e Barshim fanno addirittura meglio, salendo entrambi a 2,42 m (altro record asiatico per Barshim, record europeo eguagliato per l'ucraino) e giocandosi il primo posto alla quota di 2,46 m, ovvero il record del mondo. Entrambi falliscono le loro prove, ma Bondarenko ne esce vincitore per minor numero di errori. Il record europeo, eguagliato in questa occasione da Bondarenko, apparteneva allo svedese Patrik Sjöberg, e resisteva da ben 27 anni.
Ai Campionati europei di Zurigo, si aggiudica la medaglia d'oro con soli quattro salti (due tentativi a 2,30 m e altri due a 2,35 m, la misura vincente), in una gara pesantemente condizionata dalla pioggia. Vinta la competizione, fa un solo tentativo, fallito, a 2,43 m prima di ritirarsi.

### 2015
Il 2015 è stato un anno di transizione per il salto in alto, privo di quei duelli a quote da record del mondo che molti si sarebbero attesi. La stagione è stata particolarmente travagliata per Bondarenko, che dopo un buon 2,37 m di esordio in maggio al Golden Grand Prix di Kawasaki, ha dovuto lottare con gli infortuni e il conseguente calo di forma, tanto che si presenterà al Campionati Mondiali di Pechino senza grandi aspettative di medaglia. In una gara molto tesa, a quote relativamente modeste, che si deciderà con un inedito spareggio a tre (lo stesso Bondarenko, il canadese Derek Drouin e il cinese Zhang Guowei), Bondarenko riesce alla fine ad aggiudicarsi l'argento, preceduto solo da Drouin, l'unico dei tre atleti in grado di superare la quota di 2.34m allo spareggio.

### 2022
È stato assente ai mondiali indoor di Belgrado 2022 a causa del conflitto bellico scatenato dall'invasione russa dell'Ucraina. Per ricordare la sua assenza e quella del connazionale Andrij Procenko, Gianmarco Tamberi ha gareggiato con la bandiera dell'ucraina e i loro nomi disegnati sul braccio.

## Palmarès
| Anno | Manifestazione    | Sede           | Evento        | Risultato | Prestazione | Note                                             |
| ---- | ----------------- | -------------- | ------------- | --------- | ----------- | ------------------------------------------------ |
| 2006 | Mondiali juniores | Pechino        | Salto in alto | Bronzo    | 2,26 m      | Miglior prestazione personale                    |
| 2007 | Europei juniores  | Hengelo        | Salto in alto | 9º        | 2,14 m      |                                                  |
| 2008 | Mondiali juniores | Bydgoszcz      | Salto in alto | Oro       | 2,26 m      | Miglior prestazione mondiale stagionale under 20 |
| 2009 | Europei indoor    | Torino         | Salto in alto | 9º        | 2,20 m      |                                                  |
| 2011 | Europei under 23  | Ostrava        | Salto in alto | Oro       | 2,30 m      | Miglior prestazione personale                    |
| 2011 | Universiadi       | Shenzhen       | Salto in alto | Oro       | 2,28 m      |                                                  |
| 2011 | Mondiali          | Taegu          | Salto in alto | 15º (q)   | 2,28 m      |                                                  |
| 2012 | Europei           | Helsinki       | Salto in alto | 11º       | 2,15 m      |                                                  |
| 2012 | Giochi olimpici   | Londra         | Salto in alto | 7º        | 2,29 m      |                                                  |
| 2013 | Mondiali          | Mosca          | Salto in alto | Oro       | 2,41 m      | Record dei campionati                            |
| 2014 | Europei           | Zurigo         | Salto in alto | Oro       | 2,35 m      |                                                  |
| 2015 | Mondiali          | Pechino        | Salto in alto | Argento   | 2,33 m      |                                                  |
| 2016 | Giochi olimpici   | Rio de Janeiro | Salto in alto | Bronzo    | 2,33 m      |                                                  |
| 2017 | Mondiali          | Londra         | Salto in alto | 9º        | 2,25 m      |                                                  |
| 2019 | Mondiali          | Doha           | Salto in alto | nm (q)    | nm (q)      |                                                  |
| 2022 | Europei           | Monaco         | Salto in alto | 14º (q)   | 2,17 m      |                                                  |

## Altre competizioni internazionali
2013
- Oro agli Europei a squadre ( Gateshead), salto in alto - 2,28 m
- Vincitore della Diamond League nella specialità del salto in alto (26 punti)

2014
- Oro in Coppa continentale ( Marrakech), salto in alto - 2,37 m

## Riconoscimenti
- Atleta europeo dell'anno (2013)